# Mario Schiano
Mario Schiano (* 20. Juli 1933 in Neapel; † 10. Mai 2008 in Rom)
war ein italienischer Jazz-Altsaxophonist, Bandleader und Komponist des Free Jazz. Er gehörte seit Ende der 1960er Jahre zu den führenden Musikern der Jazzavantgarde Italiens.

## Leben und Wirken
Schiano gilt nach dem Jazz Podium als einer der Initiatoren des Free Jazz in Italien. Sein Vorbild war zunächst Charlie Parker. Er war 1967 in Turin Begründer der Band Gruppo Romano Free Jazz, die bis Mitte der 1970er Jahre bestand; sie war ursprünglich ein Trio mit dem Bassisten Marcello Melis (1939–1994) und dem Schlagzeuger Franco Pecori und wurde dann mit Giancarlo Schiaffini und Bruno Tommaso (der für Melis in die Band kam) zum Quartett erweitert. Deren Aufnahme „If Not Ecstatic We Refund“ aus dem Jahr 1970 zählt als Manifest der freien Szene Italiens. Seine anschließenden Bigband-Produktionen der 1970er Jahre, bei denen u. a. der Saxophonist Massimo Urbani mitwirkte, erschienen später auf dem Album „Sud“ (Splasc(h)), seine wenigen Aufnahmen der 1980er Jahre, u. a. mit Irène Schweizer, Paul Lovens und seinem „Action Trio“ mit Giorgio Gaslini und Bruno Tommaso auf der Kompilation „Meetings“ (Splasc(h), 1980–93). Im Jahr 1990 war er Gründungsmitglied des Italian Instabile Orchestra, reguläres Mitglied der Formation bis 2003 und an der Produktion aller Alben bis 2004 beteiligt. Seit Beginn der 1990er Jahre arbeitete er bei zahlreichen eigenen  Projekten u. a. mit Bill Dixon, Evan Parker, Alexander von Schlippenbach, Joëlle Léandre, Ernst Reijseger, Peter Kowald, Paul Rutherford, Phil Wachsmann, Ernst-Ludwig Petrowsky, Famoudou Don Moye sowie Barry Guy zusammen. Im Bereich des Jazz war er laut Tom Lord zwischen 1960 und 2002 an 80 Aufnahmesessions beteiligt, zuletzt im Trio mit Xu Fengxia und Martin Blume.
Außerdem wirkte Schiano in den von der Neuen Musik herkommenden Improvisations-Ensembles Musica Elettronica Viva und Nuova Consonanza mit. Unter seiner künstlerischen Ägide entwickelte sich das Controindicazioni Festival in Rom über zwei Jahrzehnte hinweg zu einem der wichtigsten Free Jazz Events des Landes. Als Nebeninstrumente spielte Schiano Sopransaxophon, Orgel und Shékere.

## Diskographische Hinweise
- Gruppo Romano Free Jazz 1966/67 - Schiano Trio 1969/70 (Splasc(h), 1967–70)
- Sud (Splasc(h), 1973–78) mit Massimo Urbani
- Unlike (Splasc(h), 1990) mit Evan Parker, Alexander Schlippenbach, Joelle Léandre, Paul Lovens
- Uncaged (Splasc(h), 1991 mit Giancarlo Schiaffini, Marcello Melis, Don Moye
- Blue Memories (Splasc(h), 1994) mit Renato Geremia, Joëlle Léandre
- Used to be Friends (Splasc(h), 1995) mit Paul Rutherford, Ernst Reijseger, Peter Kowald Paul Lovens
- Social Security (Splasc(h), 1996) mit Evan Parker, Barry Guy, Sebi Tramontana
- The Friendship of Walnuts (Splasc(h), 1996) mit Conny Bauer, Roberto Ottaviano, Pasquale Innarella, Ernst-Ludwig Petrowsky